# Hank D’Amico

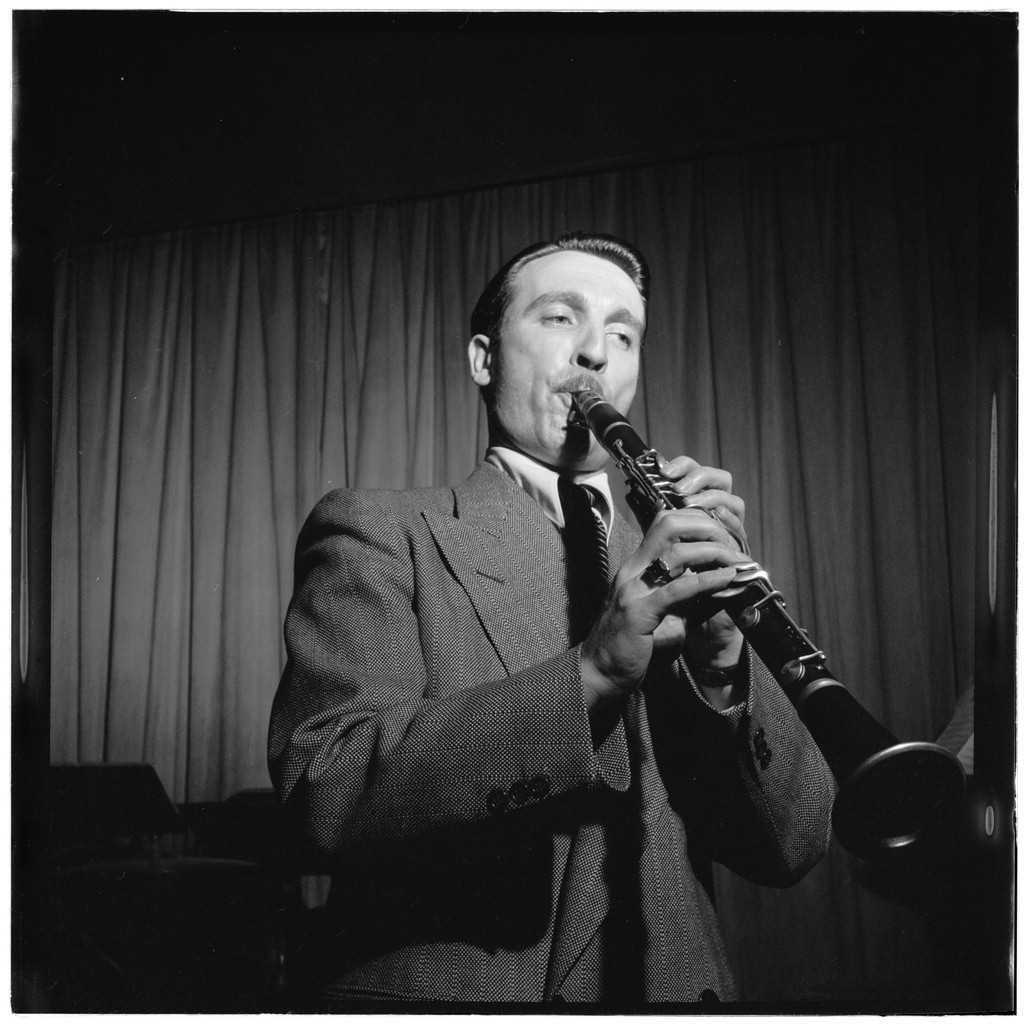
Hank D’Amico, ca. Mai 1947.
Fotografie von William P. Gottlieb.

Henry „Hank“ D’Amico (* 21. März 1915 in Rochester (New York); † 3. Dezember 1965 in New York City) war ein US-amerikanischer Jazz-Klarinettist.
Hank D’Amico spielte zunächst Violine, wechselte dann zur Klarinette und hatte in Buffalo (New York) erste Auftritte. Er begann seine Musikerkarriere in Bands, die an den Großen Seen zwischen Chicago und Buffalo auftraten; 1936 spielte er bei Paul Specht und wechselte gleich darauf zu Red Norvo. 1938 trat er mit eigenem Oktett in Radiosendungen auf; 1939 kehrte er kurz in Norvos Band zurück. 1940/41 spielte er im Orchester von Bob Crosby und leitete 1941 eine eigene Bigband. D’Amico arbeitete dann jeweils kurze Zeit in den Bands von Les Brown, Benny Goodman und erneut bei Norvo, bevor er als Studiomusiker für den Radiosender ABC in New York tätig war. Daneben spielte er mit Miff Mole und Tommy Dorsey. Nach zehn Jahren bei ABC arbeitete D’Amico 1954 bei Jack Teagarden; danach spielte er meist in kleineren Formationen und leitete gelegentlich eigene Gruppen. 1964 trat er bei Weltausstellung in New York mit dem Trio von Morey Feld auf.
Im Laufe seiner Karriere wirkte D’Amico an Aufnahmen mit von Louis Armstrong, Mildred Bailey, Eddie Condon, Erroll Garner, Johnny Guarnieri, Coleman Hawkins, Horace Henderson/Buck Clayton, Max Kaminsky, Carl Kress, Wingy Manone, Charlie Shavers, Maxine Sullivan, George Wettling und Lester Young (1948).

## Diskographische Hinweise
- Eddie Condon: Town Hall Concerts, Vol. 1 (Jazzology, 1944)
- Erroll Garner: 1944–1945 (Classics)
- Johnny Guarnieri: 1944–1946 (Classics)
- Red Norvo: Jivin´ the Jeep (Hep Records, 1936/37)
- The Complete Charlie Shavers with Maxine Sullivan (Avenue, 1957)

## Lexigraphische Einträge
- Carlo Bohländer, Karl Heinz Holler, Christian Pfarr: Reclams Jazzführer. 5., durchgesehene und ergänzte Auflage. Reclam, Stuttgart 2000, ISBN 3-15-010464-5.
- Richard Cook, Brian Morton: The Penguin Guide to Jazz Recordings. 8. Auflage. Penguin, London 2006, ISBN 0-14-102327-9.
- Leonard Feather, Ira Gitler: The Biographical Encyclopedia of Jazz. Oxford University Press, New York 1999, ISBN 0-19-532000-X.